# Henri Oudin
Pour les articles homonymes, voir Oudin.
Henri Oudin est un homme politique français né le 6 septembre 1857 à Boissy-le-Sec (Eure-et-Loir) et mort le 2 juillet 1923 à Paris.

## Biographie
Notaire, il est président du syndicat agricole et de la caisse du crédit, maire de Verneuil-sur-Avre et conseiller général, il est député de l'Eure de 1919 à 1923, inscrit au groupe de l'Entente républicaine démocratique. Il est rapporteur de nombreux textes en rapport avec l'état-civil.

## Sources
- « Henri Oudin », dans le Dictionnaire des parlementaires français (1889-1940), sous la direction de Jean Jolly, PUF, 1960 [détail de l’édition]